# Saint-Sulpice-le-Dunois
Saint-Sulpice-le-Dunois é uma comuna francesa na região administrativa da Nova Aquitânia, no departamento de Creuse. Estende-se por uma área de 30,85 km². Em 2010 a comuna tinha 611 habitantes (densidade: 19,8 hab./km²).